# Tomasz Bojar-Fijałkowski
Tomasz Bojar-Fijałkowski (ur. 15 stycznia 1981 w Koszalinie) – polski prawnik, doktor habilitowany nauk prawnych, urzędnik samorządowy i menedżer, prorektor Powiślańskiej Szkoły Wyższej.

## Życiorys
Absolwent szkoły średniej w Stanach Zjednoczonych i VI Liceum Ogólnokształcącego w Gdyni. Ukończył studia z zarządzania (2005) i prawa (2006) na Uniwersytecie Gdańskim (prace magisterskie „Ocena jakości usług administracji rządowej w województwie pomorskim” oraz „Prawne instrumenty zarządzania środowiskiem”). W 2011 uzyskał stopień doktora nauk prawnych na Wydziale Prawa i Administracji UG na podstawie napisanej pod kierunkiem Janiny Ciechanowicz-McLean pracy pt. Zarządzanie środowiskowe jako instrument prawa ochrony środowiska. W 2020 habilitował się tamże po obronie rozprawy pt. Prawo sanitarne w systemie prawnej ochrony środowiska w Polsce. W pracy naukowej specjalizował się w zakresie prawa administracyjnego, zarządzania w administracji publicznej, prawa ochrony środowiska i prawa samorządowego.
Objął funkcję profesora uczelni i kierownika Katedry Prawa Gospodarczego i Finansowego na Uniwersytecie Kazimierza Wielkiego w Bydgoszczy, a także profesora Kiev International University. Wykładał również na macierzystej uczelni, w Wyższej Szkole Administracji i Biznesu im. Eugeniusza Kwiatkowskiego w Gdyni, Europejskiej Wyższej Szkole Prawa i Administracji w Warszawie, Sopockiej Szkole Wyższej oraz Wyższej Szkole Zarządzania w Gdańsku. W 2024 został prorektorem ds. nauki i jakości kształcenia w Powiślańskiej Szkoły Wyższej w Kwidzynie. Autor ponad 100 publikacji naukowych, recenzent w czasopismach naukowych.
Zajmował różne stanowiska w ramach administracji rządowej i samorządowej, m.in. p.o. prezesa i prezesa Szpitala Miejskiego w Miastku (2022–2023), powiatowego inspektora sanitarnego w Nowym Dworze Gdańskim (2017–2022), prezesa portu morskiego Władysławowo i szefa miejskiej spółki komunalnej Abruko (2011–2014) oraz przewodniczącego Regionalnej Komisji ds. Ocen Oddziaływania na Środowisko przy Regionalnej Dyrekcji Ochrony Środowiska w Gdańsku. Był zatrudniony jako dyrektor w Ministerstwie Budownictwa (2006) i Państwowej Inspekcji Sanitarnej. Zasiadał w radach nadzorczych różnych podmiotów publicznych, prowadził własne przedsiębiorstwo konsultingowe.
Wstąpił do Sojuszu Lewicy Demokratycznej, był asystentem wojewodów pomorskich z tej partii. W 2006 zawiesił członkostwo w ugrupowaniu. W 2012 został rzecznikiem prasowym pomorskich struktur partii. Z ramienia SLD kandydował do Parlamentu Europejskiego w 2009, do rady miejskiej Sopotu i na prezydenta tego miasta (4. miejsce na 5 kandydatów). W wyborach w 2011 wystartował w wyborach do Senatu w okręgu nr 64, zajmując 4. miejsce na 6 kandydatów.